# Sala (Schweden)
Sala ist ein Ort (tätort) in der schwedischen Provinz Västmanlands län und der historischen Provinz Västmanland.
Dem Hauptort der gleichnamigen Gemeinde wurden 1624 die Stadtrechte durch König Gustav II. Adolf verliehen.

## Silbergrube

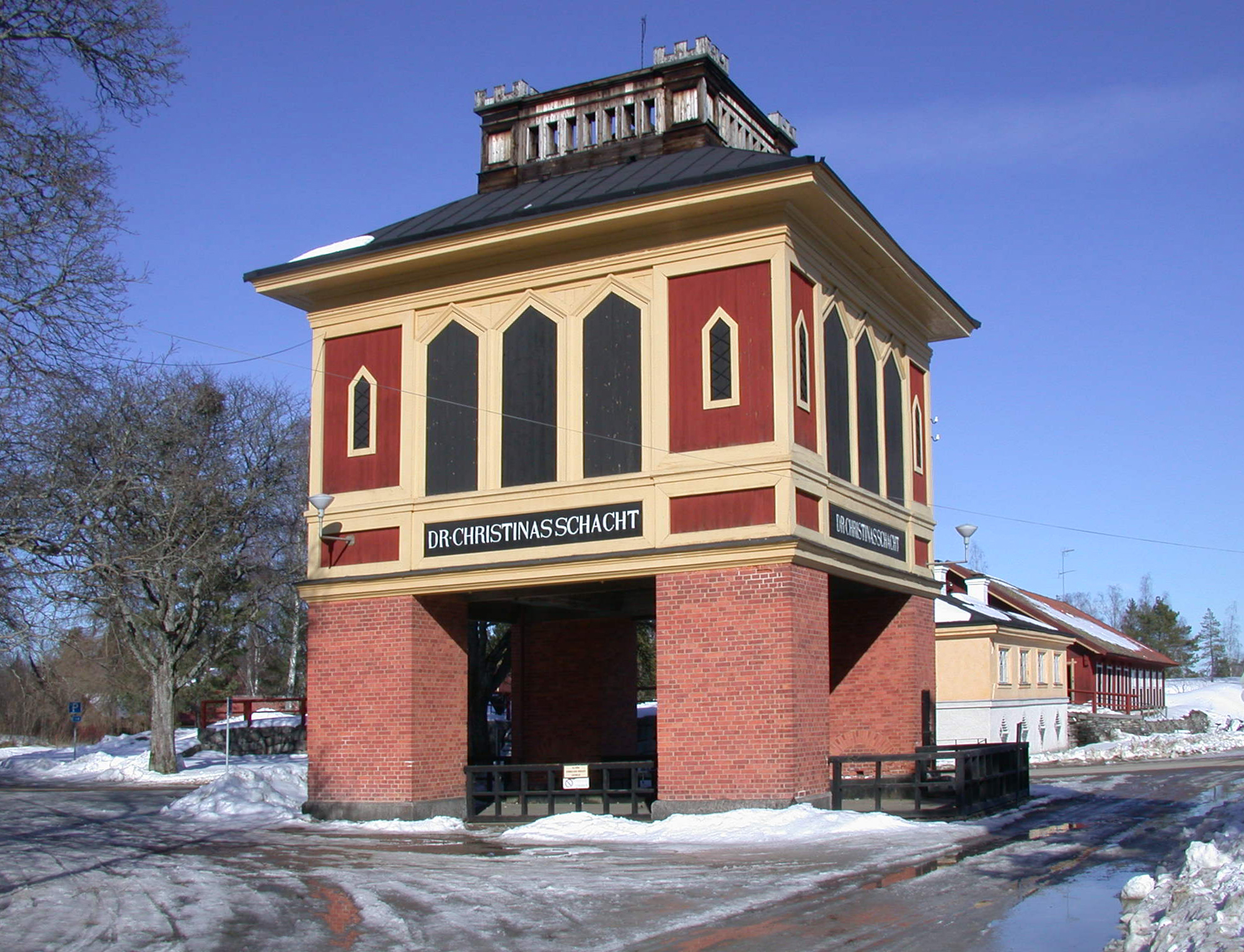
Schachtgebäude der Silbermine

Der Ort lag zunächst nicht an der heutigen Stelle, sondern an der nahegelegenen Silbermine, die zur Zeit Gustav Wasas angelegt wurde. Die Stadt wurde mit der Verleihung der Stadtrechte an den heutigen Ort verlegt. Die Mine war vom 15. Jahrhundert bis 1908 in Betrieb und ist heute eine der Sehenswürdigkeiten des Ortes. Neben Silber wurde auch noch Blei abgebaut.
Im Museum „Sala silvergruva“ kann man sich über den Silberberg informieren.

## Runenstein

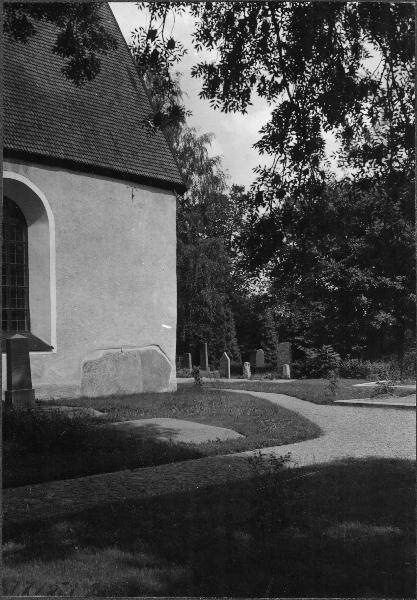
Der eingemauerte Runenstein

Der Runenstein Vs 29 aus der Wikingerzeit ist aus Granit mit dunkleren Einlagen. Der 3,9 m lange 1,3 bis 1,5 m breite Runenstein ist in der südwestlichen Ecke der Sala sockenkyrka, liegend eingemauert. Laut den Runeninschriften von Västmanland hat der Schnitzer an einigen Stellen zugelassen, dass sich die Schleifen falsch kreuzen.

## Verkehr

### Auto
In Sala kreuzen sich die Reichsstraßen 56 und 70, überdies endet hier die 72 von Uppsala. Die 70 führte ursprünglich mitten durch die Stadt, diese Streckenführung wurde 2008 durch eine Umgehungsstraße südlich des Stadtzentrums ersetzt.

### Eisenbahn
Der Bahnhof liegt an der im September 1873 eröffneten und ursprünglich als Norra stambana bezeichneten Bahnstrecke Mora–Uppsala. 1875 kam die Bahnstrecke Sala–Tillberga und 1901 die bereits 1964 wieder stillgelegte Bahnstrecke Sala–Gävle hinzu. Die SJ-Fernzüge zwischen Stockholm und Borlänge halten in Sala. Sala ist Endbahnhof der Upptåget-Regionalzüge von Uppsala und der SJ-Regionalzüge von Västerås.

## Persönlichkeiten
- Ivan Aguéli (1869–1917), Maler
- Erik Wallenberg (1915–1999), Erfinder
- Jerker Porath (1921–2016), Biochemiker und Erfinder
- Lena Hjelm-Wallén (* 1943 in Sala), Politikerin
- Claes Bengtsson (* 1959), Eisschnellläufer
- Per Bengtsson (* 1967), Eisschnellläufer
- Jacob Ericksson (* 1967), Schauspieler
- Erik Ersberg (* 1982), Eishockeytorwart